# Ostrożec (rejon mościski)
Ostrożec (ukr. Острожець) – wieś na Ukrainie w rejonie jaworowskim (do 2020 roku w rejonie mościskim) obwodu lwowskiego, zamieszkana przez 289 osób. Podlega krukienickiej silskiej radzie.
Wieś szlachecka Ostrozec, własność Stadnickich, położona była w 1589 roku w ziemi przemyskiej województwa ruskiego. W II Rzeczypospolitej do 1934 samodzielna gmina jednostkowa. Następnie należała do zbiorowej wiejskiej gminy Pnikut w powiecie mościskim w woj. lwowskim. Po wojnie wieś weszła w struktury administracyjne Związku Radzieckiego.